# Црква Светих апостола Петра и Павла у Биосци
Црква Светих апостола Петра и Павла у Биосци, насењеном месту на територији града Ужица, подигнута је 1898. године и припада Епархији жичкој Српске православне цркве. Црква је подигнута, по одобреном пројекту у Министарству грађевина, у централном делу села, у долини реке Ђетиње, испод кречњачког одсека поред Сувоврела. Била је дуго времена парохијска црква за суседна села Шљивовицу и Кремна, а у њој су чинодејствовали свештеници из чувене свештеничке породице Захарица.

## Архитектура цркве
Црква је правоугаона грађевина, грађена од камена и опеке, без припрате са наосом који има три травеја малих димензија. На истоку се завршава апсидом, која има ширину наоса. У северном и јужном зиду с обе стране олтара су певнице, полукружних удубљења, са двосливним кровом и правилно урађеним сводом.
Иконостас је од вештачког мермера. Зидови храма су живописани, рад сликара Јанка Браса из Опарића из 1962. године.
За време Првог светског рата црква је пострадала као и многе друге цркве, када је непријатељ однео три звона укупне тежине 750 килограма и многе погослужбене предмете велике вредности.